# نموذج التأثيرات الثابتة
في الإحصاء، يُشير نموذج التأثيرات الثابتة إلى نموذج إحصائي يكون فيه معاملات النموذج ثابتة أو كميات غير عشوائية. هذا يتعارض مع نماذج التأثيرات العشوائية والنماذج المختلطة التي تكون فيها جميع المعاملات أو بعضها متغيرات عشوائية. في العديد من التطبيقات بما في ذلك الاقتصاد قياسي والإحصاء الحيوي يُقصد بنموذج التأثيرات الثابتة نموذج الانحدار الذي تكون فيه متوسطات المجموعات ثابتة (غير عشوائية) بخلاف نموذج التأثيرات العشوائية الذي تكون فيه متوسطات المجموعات عينة عشوائية من مجتمع. بشكل عام، يمكن تجميع البيانات وفقًا لعدة عوامل ملاحظة. يمكن نمذجة متوسطات المجموعات كتأثيرات ثابتة أو عشوائية لكل تجميع. في نموذج التأثيرات الثابتة، كل متوسط مجموعة هو كمية ثابتة خاصة بالمجموعة.
في البيانات اللوحية حيث توجد ملاحظات طولية لنفس الموضوع، تمثل التأثيرات الثابتة المتوسطات الخاصة بالموضوع. في تحليل البيانات اللوحية، يُستخدم مصطلح مقدر التأثيرات الثابتة (المعروف أيضًا باسم مقدر الداخل) للإشارة إلى مقدر لمعاملات نموذج الانحدار بما في ذلك تلك التأثيرات الثابتة (تقاطع ثابت خالٍ من التغيير مع الزمن لكل موضوع).

## الأساس النظري
الفكرة الأساسية وراء النموذج ذو التأثيرات الثابتة هي التمييز بين التغيرات ضمن الوحدات والتغيرات بين الوحدات. بمعنى آخر، يسعى النموذج لالتقاط التأثيرات الناتجة عن الخصائص غير المتغيرة داخل الوحدات (مثل الأفراد، الشركات، الدول، إلخ)، والتي لا يمكن ملاحظتها بوضوح. يتم تحقيق ذلك من خلال التركيز على التغيرات داخل الوحدات عبر الزمن، مما يسمح بإزالة تأثيرات المتغيرات غير الملاحظة التي تظل ثابتة عبر الزمن.

## الوصف النوعي
تساعد هذه النماذج في السيطرة على تحيز المتغيرات المحذوفة بسبب التباين غير الملاحظ عندما يكون هذا التباين ثابتًا عبر الزمن. يمكن إزالة هذا التباين من البيانات من خلال الفروقات، على سبيل المثال بطرح متوسط المجموعة على مر الزمن، أو بأخذ الفرق الأول الذي سيزيل أي مكونات ثابتة عبر الزمن من النموذج.
هناك فرضيتان شائعتان حول تأثير الفرد المحدد: فرضية التأثيرات العشوائية وفرضية التأثيرات الثابتة. فرضية التأثيرات العشوائية هي أن التأثيرات المحددة للفرد غير مرتبطة بالمتغيرات المستقلة. أما فرضية التأثير الثابت فهي أن التأثيرات المحددة للفرد مرتبطة بالمتغيرات المستقلة. إذا صحت فرضية التأثيرات العشوائية، فإن مقدر التأثيرات العشوائية أكثر كفاءة من مقدر التأثيرات الثابتة. ومع ذلك، إذا لم تصح هذه الفرضية، فإن مقدر التأثيرات العشوائية لن يكون متسقًا. يُستخدم اختبار دوربين-وو-هاوسمان Durbin–Wu–Hausman test غالبًا للتمييز بين نماذج التأثيرات الثابتة والعشوائية.

## المزايا والتطبيقات
الميزة الرئيسية لنموذج التأثيرات الثابتة تكمن في قدرته على تقليل التحيز الناتج عن المتغيرات غير الملاحظة. هذا يجعله مثاليًا للدراسات التي تحلل كيف تؤثر التغيرات في المتغيرات المستقلة على المتغير التابع عندما يكون هناك خطر التحيز الناجم عن المتغيرات المهملة.
يُستخدم النموذج في مجموعة متنوعة من التطبيقات مثل تحليل البيانات الاقتصادية (على سبيل المثال، تأثير السياسات على النمو الاقتصادي)، البحوث الاجتماعية (مثل دراسة تأثير البرامج التعليمية على الأداء الأكاديمي)، والدراسات الطبية (تقييم تأثير العلاجات الجديدة).

## التحديات
على الرغم من مزاياه، يواجه النموذج ذو التأثيرات الثابتة تحديات معينة، بما في ذلك عدم القدرة على تقدير تأثيرات المتغيرات التي لا تتغير عبر الزمن، والحاجة إلى كميات كبيرة من البيانات للحصول على تقديرات دقيقة.